# NXT TakeOver: Brooklyn II
NXT TakeOver: Brooklyn II foi o 11º NXT TakeOver e o segundo TakeOver: Brooklyn evento de luta profissional produzido pela WWE. Foi realizado exclusivamente para lutadores da divisão de marcas NXT da promoção. O evento foi ao ar exclusivamente na WWE Network e aconteceu em 20 de agosto de 2016, no Barclays Center em Brooklyn, Nova York, como parte do fim de semana do SummerSlam daquele ano.
Oito lutas foram disputadas no evento, incluindo duas gravadas para episódios futuros do NXT. No evento principal, Shinsuke Nakamura derrotou Samoa Joe para conquistar o Campeonato do NXT. O evento é notável pela estreia no ringue de Ember Moon e Bobby Roode. Foi também a última partida de Bayley no NXT antes de ela ser movida para o elenco principal da marca Raw.

## Produção

### Introdução

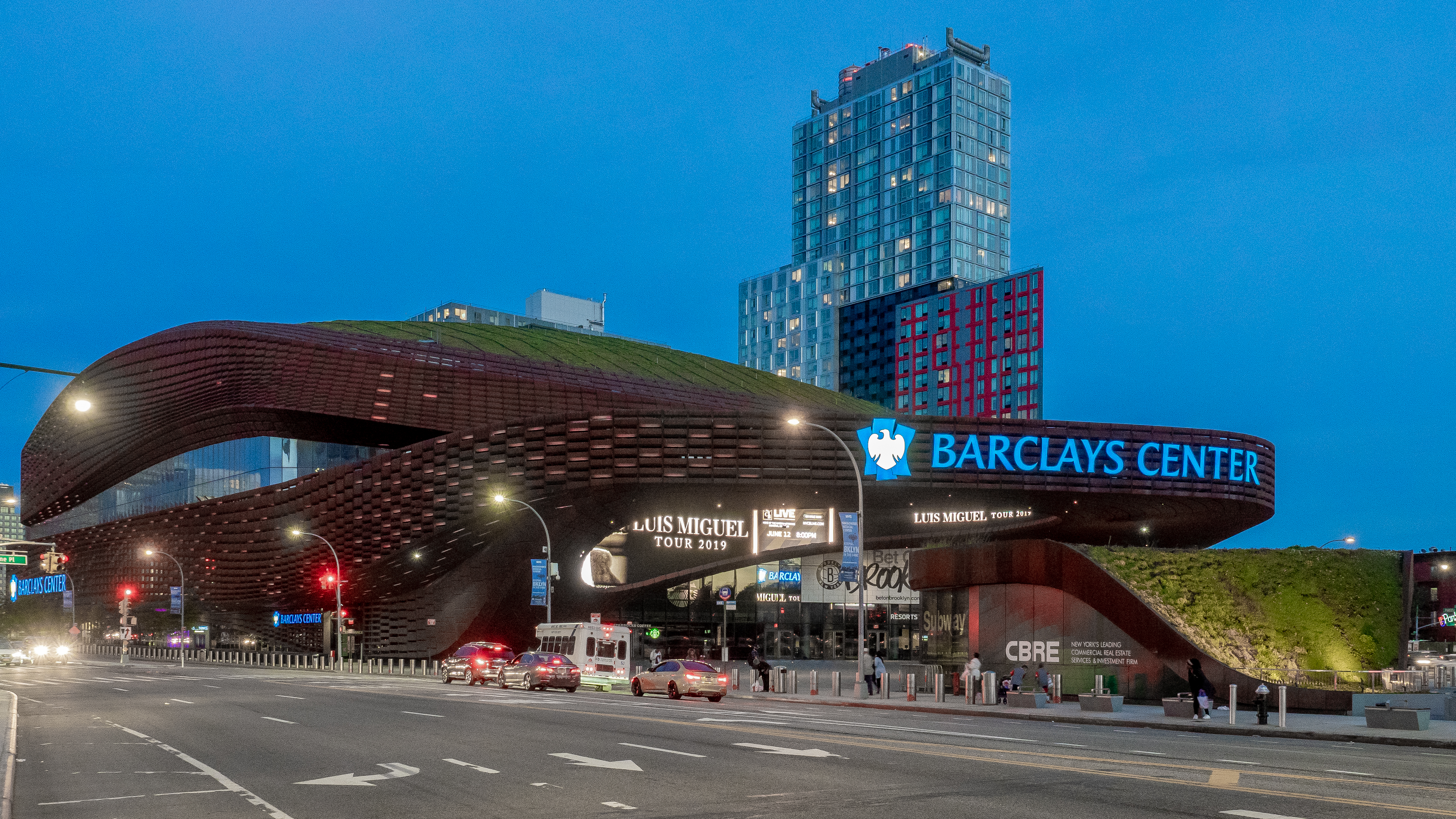
O evento foi realizado no Barclays Center em Brooklyn, Nova York.

TakeOver foi uma série de shows de luta profissional que começou em maio de 2014, quando a então liga de desenvolvimento da WWE NXT realizou seu segundo evento exclusivo da WWE Network, anunciado como TakeOver. Nos meses subsequentes, o apelido "TakeOver" se tornou a marca usada pela WWE para todos os especiais ao vivo do NXT. Em 2015, o NXT realizou um evento intitulado NXT TakeOver: Brooklyn, que aconteceu no Barclays Center em Brooklyn, Nova York e foi um show de apoio para o pay-per-view SummerSlam daquele ano. Anunciado em 28 de setembro de 2015, um segundo evento do Brooklyn, intitulado Brooklyn II, estava programado para ser realizado em 20 de agosto de 2016, no mesmo local e também como show de apoio ao SummerSlam daquele ano. Brooklyn II foi o 11º evento NXT TakeOver e, por sua vez, estabeleceu o TakeOver: Brooklyn como uma subsérie anual de TakeOvers que foi realizada no Barclays Center como shows de apoio para o SummerSlam anual da WWE. Os ingressos começaram a ser vendidos em 11 de junho pela Ticketmaster.

### Rivalidades
O cartão incluía partidas que resultaram de histórias com roteiro, onde os lutadores retratavam heróis, vilões ou personagens menos distinguíveis em eventos com roteiro que criavam tensão e culminavam em uma luta livre ou uma série de lutas. Os resultados foram predeterminados pelos escritores da WWE na marca NXT, enquanto as histórias foram produzidas no programa de televisão semanal da WWE, NXT.
No episódio de 27 de julho do NXT, o gerente geral do NXT, William Regal, nomeou Shinsuke Nakamura como o desafiante número um para enfrentar Samoa Joe pelo Campeonato do NXT no TakeOver: Brooklyn II. Joe, insatisfeito com seu oponente, primeiro se recusou a enfrentar Nakamura e solicitou um oponente diferente, mas concordou depois que Regal ameaçou tirá-lo do título.
No TakeOver: Dallas, Asuka derrotou Bayley pelo Campeonato Feminino do NXT por finalização quando Bayley desmaiou. No episódio de 18 de maio do NXT, Nia Jax derrotou Bayley e Kayfabe feriu o primeiro. No TakeOver: The End, Jax, que estava substituindo Bayley, foi derrotada por Asuka. Bayley voltou no episódio de 22 de junho, onde derrotou Deonna Purrazzo. Nas semanas seguintes, as tensões entre Asuka e Bayley aumentaram antes que uma partida fosse marcada entre as duas no TakeOver Brooklyn II. No episódio de 3 de agosto, depois que Asuka venceu sua luta, Bayley, que estava sentada ao lado do ringue depois de ser oferecida uma cadeira por Asuka, entrou no ringue depois que Asuka manteve Aliyah em seu signature Asuka Lock. No episódio de 10 de agosto, Asuka e Bayley assinaram seu contrato.
No episódio de 3 de agosto do NXT, foi ao ar uma vinheta da estreia de Ember Moon no TakeOver: Brooklyn II. No episódio de 17 de agosto, Billie Kay culpou o gerente geral William Regal por colocá-la na partida contra Ember Moon.
No episódio de 3 de agosto do NXT, Bobby Roode fez sua estreia na TV do NXT. Na semana seguinte, depois que Andrade Cien Almas derrotou Angelo Dawkins, Roode informou Almas que o gerente geral William Regal agendou uma partida entre os dois no TakeOver: Brooklyn II.

## Evento
| Papel                  | Nome           |
| ---------------------- | -------------- |
| Comentaristas          | Tom Phillips   |
| Comentaristas          | Corey Graves   |
| Anunciadores de ringue | Greg Hamilton  |
| Pre-show               | Renee Young    |
| Pre-show               | Lita           |
| Pre-show               | Mauro Ranallo  |
| Árbitros               | Drake Wuertz   |
| Árbitros               | Eddie Orengo   |
| Árbitros               | Danilo Anfibio |

### Luta preliminares
Na primeira partida, No Way Jose enfrentou Austin Aries. Áries forçou José a se submeter à Last Chancery para vencer a partida. Após a partida, Áries aplicou o "Last Chancery" em José mais uma vez até ser interrompido por Hideo Itami. Itami atacou Áries com um "Go To Sleep" e foi embora.
Em seguida, Billie Kay enfrentou Ember Moon. No final, Moon executou um Eclipse em Kay para vencer a partida.
Na quarta luta, The Revival (Scott Dawson e Dash Wilder) defendeu o Campeonato de Duplas do NXT contra Johnny Gargano e Tommaso Ciampa. A partida terminou depois que Dawson forçou Gargano a se submeter a um leglock em forma de quatro invertido para reter os títulos.
Na quinta partida, Asuka defendeu o Campeonato Feminino do NXT contra Bayley. Durante a luta, Asuka aplicou o "Asuka Lock" em Bayley, que lutou para escapar do golpe. Asuka então deu um chute giratório em Bayley para reter o título. Após a partida, Bayley foi aplaudida de pé pela multidão.

### Evento principal
No evento principal, Samoa Joe defendeu o Campeonato do NXT contra Shinsuke Nakamura. Durante a luta, Joe executou um muscle buster em Nakamura para uma quase queda. Nakamura executou um "Kinshasa" em Joe para uma quase queda. No clímax, Nakamura executou outro "Kinshasa" na corda do meio em Joe, seguido por um terceiro "Kinshasa" para ganhar o título.

## Resultados
| Nº                                          | Resultados                                                                            | Estipulações                                    | Tempo |
| ------------------------------------------- | ------------------------------------------------------------------------------------- | ----------------------------------------------- | ----- |
| Dark                                        | Tye Dillinger derrotou Wesley Blake                                                   | Luta individual                                 | 9:12  |
| Dark                                        | Authors of Pain (Akam e Rezar) derrotaram TM-61 (Nick Miller e Shane Thorne)          | Luta de duplas                                  | 6:55  |
| 1                                           | Austin Aries derrotou No Way Jose por submissão                                       | Luta individual                                 | 10:42 |
| 2                                           | Ember Moon derrotou Billie Kay                                                        | Luta individual                                 | 4:35  |
| 3                                           | Bobby Roode derrotou Andrade "Cien" Almas                                             | Luta individual                                 | 10:22 |
| 4                                           | The Revival (Scott Dawson e Dash Wilder) (c) derrotou Johnny Gargano e Tommaso Ciampa | Luta de duplas pelo Campeonato de Duplas do NXT | 19:10 |
| 5                                           | Asuka (c) derrotou Bayley                                                             | Luta individual pelo Campeonato Feminino do NXT | 14:07 |
| 6                                           | Shinsuke Nakamura derrotou Samoa Joe (c)                                              | Luta individual pelo Campeonato do NXT          | 21:14 |
| (c) – Refere-se aos campeões antes da luta. |                                                                                       |                                                 |       |